# Adelchi

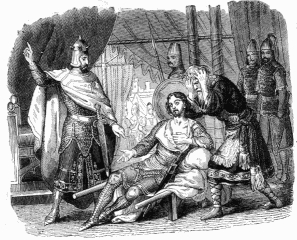
Adelchi, muerto de hambre, con su padre Desiderius y Carlomagno

Adelchi es una pieza teatral del dramaturgo y escritor italiano Alessandro Manzoni (Milán 1785-1873), compuesta en 5 actos en verso. Autor muy conocido por su novela Los Novios considerada una referencia básica de la literatura italiana.

## Descripción y sinopsis
Se trata de una tragedia que inicia con el asunto de Ermengarda en el Palacio real de los lombardos. Hija de Desiderio, se casa con Carlomagno Rey de los francos, y es repudiada por su esposo por razones políticas. Francos y lombardos son enemigos y acampan más allá del muro de Susa que divide el señorío de ambos pueblos. Allí llega Ermengarda entre las doncellas francas y se pone bajo la custodia de Vermondo a quien Desiderio ha encargado. La ira de Desiderio estalla contra aquel rey que tomó a Ermengarda y la repudia ahora con ignominia.
Adelchi, hijo de Desiderio despierta ante su hermana un sentimiento de ternura por el recuerdo de su madre fallecida y corre a su encuentro a consolar a la despreciada. Desiderio proyecta enfrentar a los francos con los hijos de quien Carlos se ha hecho sucesor, los llevará al Tíbet para que el Pontífice los consagre reyes legítimos.
Adelchi sabe que Adrián, el sucesor a quien Desiderio pretende usar, es partidario de Carlomagno y que se negará. Padre e hijo se enfrentan en desacuerdo por las circunstancias. Teme a los enemigos en sus propias filas y le pide a su padre que coopere con Adrián, pero Desiderio rechaza la propuesta por orgullo.
Ermengarda desea terminar enclaustrada sus días, y Desiderio sospecha en sus palabras una oculta fidelidad todavía por su esposo, pero esta responde evasivamente.
Un mensaje de Carlomagno llega para conminar a los lombardos a que abandonen la región de los romanos, la misma región que Adelchi había propuesto que cedieran. Desiderio no lo acepta y con esto declara la guerra.
El primer acto culmina en casa de Svarto donde un soldado lombardo tiene sueños imperiales, al llegar los jefes lombardos él se muestra como el personaje dispuesto a materializar las promesas de los traidores de Carlomagno.
El segundo acto ocurre en el valle de Susa, Carlomagno ha acampado con sus tropas y considera suficiente lo hecho por el Pontífice, aludiendo a que la naturaleza está en contra de sus enemigos. Llega entonces Martino y le explica una treta a través de la cual puede sorprender a los lombardos con un pasaje desconocido que ha descubierto mediante sus viajes por la región. Este relato de Martino es uno de los más destacables y líricos de Manzoni.
Carlomagno decide entonces sorprenderlos y cae rápidamente sobre ellos tan de prisa que Adelchi apenas pueda escapar. Desiderio se refugia en un bosque en Vermondo, dolido contra los suyos. Al momento llega Adelchi junto a los lombardos que aún le son fieles. Adelchi siente que a partir de ahí su pasado queda atrás y ahora debe dedicarse a defender a su padre.
Interviene aquí un coro en el cual se levantan además todas las voces de los pueblos latinizados que fueron oprimidos por los lombardos viendo ahora la huida de estos.
En el cuarto acto el autor vuelve nuevamente sobre el personaje de Ermengarda para desarrollar en ella un fuerte carácter lírico, poético y trágico en la obra. Ubicándose en el monasterio de San Salvatore, en Brescia, Ermengarda lamenta y conversa con su hermana Anselperga, Abadesa. Pero cuando le ofrecen los hábitos esta se niega negándose a mentir sobre sí misma y en esperanza de amor a que su esposo regrese a vuelva a reclamarla suya nuevamente. Anselperga le explica que el Rey ya se ha desposado con Ildegarda, y Ermengarda cae en sueños de delirio en el cual es consolada por Bertrada, madre de Carlomagno, evocando los momentos felices. Hasta que finalmente en un coro sereno la mujer muere.
A partir de aquí la obra corre veloz a su final. Desiderio es traicionado y capturado. Pavía será tomada por los francos. Carlomagno avanza contra Verona. Adelchi, solo y desdichado piensa en matarse pero se levanta con coraje y busca asilo en el Rey. Desiderio intercede por Adelchi ante Carlomagno manteniendo su dignidad pero sin la jactancia de antes ante lo cual Carlomagno accede solo al enterarse de que Adelchi está gravemente herido. Encuentro entre padre e hijo moribundo con un Adelchi resignado.